# NGC 4160
NGC 4160 est paire d'étoiles située dans la constellation des Chiens de chasse. L'astronome français Guillaume Bigourdan a enregistré la position de cette paire le 27 mai 1886.